# 遺失物
遺失物（いしつぶつ）とは、占有者の意思によらずにその所持を離れた物。誤って占有した他人の物、他人の置き去った物及び逸走した家畜は、準遺失物という（遺失物法2条1項参照）。一般的には、忘れ物、落とし物といい、遺失物を拾った者を拾得者（しゅうとくしゃ）、拾われた物を拾得物（しゅうとくぶつ）という。所有者から盗まれたもの（盗品）は遺失物とはならない。

## 日本法における遺失物

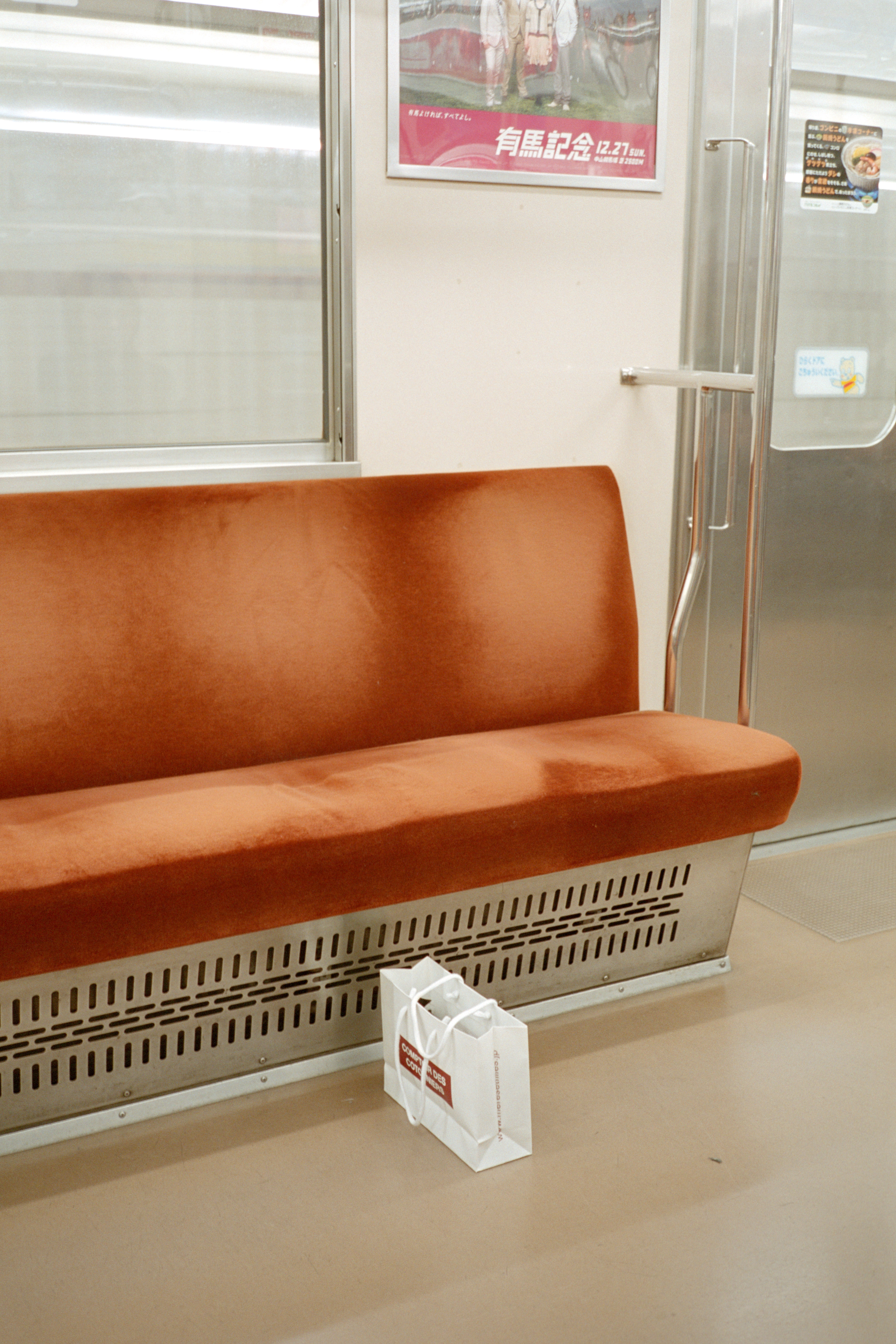
遺失物かそうでない（意図的）か、判別しにくい場合もある

遺失物の扱いについては民法及び遺失物法（平成18年6月15日法律第73号）による。このうち遺失物法は2006年に全面改正されたものである（旧法は明治32年3月24日法律第87号）。

### 遺失物の返還・提出
遺失物法では、拾得者は、速やかに、拾得をした物件を遺失者に返還するか、または警察署長に提出しなければならないと定められている。ただし、法令の規定によりその所持が禁止されている物に該当する物件及び犯罪の犯人が占有していたと認められる物件は、速やかに、これを警察署長に提出しなければならない（遺失物法4条1項）。施設において物件（埋蔵物を除く）の拾得をした拾得者（当該施設の施設占有者を除く）は、前項の規定にかかわらず、速やかに、当該物件を当該施設の施設占有者に交付しなければならない（遺失物法4条2項）。これらの義務に違反した場合には遺失物横領罪（刑法254条）に問われる。

### 警察署長等の措置
警察署長は、遺失者が判明したときは提出を受けた物件をその者に返還するが、提出を受けた物件の遺失者を知ることができず、またはその所在を知ることができないときは、物件の種類及び特徴、拾得日時、場所を公告しなければならない。 公告期間は、基本的に3か月（埋蔵物については6か月）で当該警察署の掲示板で行われる。その間に遺失者が出た場合は返還される。（遺失物法7条1項、2項、4項）。
遺失物の公告期間については1958年の法改正により1年から6か月に短縮され、さらに2006年の法改正により6か月から3か月に短縮されている。埋蔵物については6か月のままとなっている。
遺失物法では物件の管理に負担がかかることを考慮し、警察署長は、提出を受けた物件が滅失・毀損するおそれがあり、または保管に過大な費用・手数を要するときは、政令で定めるところにより、これを売却することができるとしている（遺失物法9条1項）。傘、衣類、自転車などの政令で定める日用品については2週間以内に売却しうるとしている（遺失物法第9条2項）。この場合、物件の保管、返還及び帰属については、売却による代金から売却に要した費用を控除した残額が当該物件とみなされる（遺失物法第9条4項）。

### 物件の所有権の帰属
遺失物は、公告をした後3か月以内にその所有者が判明しないときは、これを拾得した者がその所有権を取得する（民法240条）。これを遺失物拾得による原始取得という。ただし、公告期間の満了により遺失物の所有権を取得することとなった者は、所有権を取得した日から2か月以内に物件を警察署長等から引き取らないときは所有権を失う（遺失物法36条）。ただし、禁制品や個人情報に関わる物件などについては拾得者による所有権の取得が認められていない（遺失物法35条）。
遺失物については、拾得者の側から、あらかじめ警察署長等に申告することによって物件に関する一切の権利を放棄することができる（遺失物法30条）。
遺失者の側からも、物件について有する権利を放棄することができ（遺失物法31条）、すべての遺失者が物件についてその有する権利を放棄したときは、拾得者が当該物件の所有権を取得することになる（遺失物法32条1項）。すべての遺失者の権利放棄によって拾得者が所有権を取得することとなった場合にも、拾得者はその取得する権利を放棄することができる（遺失物法32条2項）。
物件について権利の放棄や権利の喪失などによって、所有権を取得する者がないときは、原則として警察署長が保管する物件については都道府県、遺失物法の特例施設占有者が保管する物件についてはその特例施設占有者に物件の所有権が帰属することとなる（遺失物法37条1項）。ただし、禁制品については国の所有となるほか（遺失物法37条1項1号）、個人情報に関わる物件については、すべての遺失者がその有する権利を放棄したとき、または公告後3か月以内に遺失者が判明しないときには、国家公安委員会規則で定めるところにより、速やかにこれを廃棄することとされている（遺失物法37条2項・3項）。

### 費用・報労金
物件の提出、交付、保管に要した費用は、当該物件の返還を受ける遺失者又は物件の所有権を取得してこれを引き取る者の負担となる（遺失物法27条）。
物件（誤って占有した他人の物を除く）の返還を受ける遺失者は、当該物件の価格（遺失物法9条1項もしくは2項または20条1項もしくは2項の規定により売却された物件にあっては、当該売却による代金の額）の5% - 20%に相当する額の報労金を拾得者が請求した場合は、拾得者に支払わなければならない（遺失物法28条1項）。このほか、遺失者は、当該物件の交付を受けた施設占有者があるときは、1項の規定にかかわらず、拾得者及び当該施設占有者に対し、それぞれ1項に規定する額の2分の1の額の報労金を支払わなければならない（遺失物法28条2項）。ただし、国、地方公共団体、独立行政法人、地方独立行政法人はこの報労金の請求はできないこととなっている（遺失物法28条3項）。
以上の費用請求権や報労金請求権は、物件が遺失者に返還された後1か月を経過したときに消滅する（遺失物法29条）。したがって、拾得者による報労金の請求は、物件が遺失者に返還された後1か月が経過するまでになされている必要がある。
物件に関する一切の権利を放棄した拾得者や遺失者は、費用償還義務や報労金支払義務を免れる（遺失物法30条・31条・32条）。
拾得者と遺失者の関係は事務管理にあたり、以上の、拾得者と遺失者との関係を定めた民法や遺失物法の規定はその特則となっている。
そのほか、詳細については遺失物法に規定されている。

### 漂流物・沈没物の拾得
漂流物や沈没物の拾得については水難救護法（24条以下）による。

## 全米の空港の遺失物
運輸保安庁（TSA）によると保安検査場を通過後に遺失物として届けられるのは、全米の空港で月に最大10万点にも及ぶ場合がある。持ち主が現れるのは1/3程度。残りは廃棄や売却となる。高級ブランドの腕時計に未使用のスニーカー、宝石、パソコン、スーツケースなどが遺失物としてある。

## 関連事件
- 一億円拾得事件
- 警察官ネコババ事件